# 塔色县
塔色县，是泰国南部春蓬府的一个县。总面积1485.0平方公里，总人口76947人，人口密度51.8人/平方公里（2005年）。

## 行政区划
塔色县辖有10个区，115个村。